# Bahnhof Shinshū-Nakano
Der Bahnhof Shinshū-Nakano (信州中野駅 Shinshū-Nakano-eki) ist ein Bahnhof auf der japanischen Insel Honshū, betrieben von der Bahngesellschaft Nagano Dentetsu. Er befindet sich in der Präfektur Nagano auf dem Gebiet der Gemeinde Yamanouchi.

## Verbindungen
Shinshū-Nakano ist ein Zwischenbahnhof und früherer Trennungsbahnhof an der Nagaden Nagano-Linie der Bahngesellschaft Nagano Dentetsu. Zwischen Nagano und Shinshū-Nakano fahren stündlich je nach Tageszeit zwei oder drei Nahverkehrszüge. Der Abschnitt zwischen Shinshū-Nakano und Yudanaka wird ein- bis zweimal stündlich von Nahverkehrszügen befahren. Aufgrund technischer Einschränkungen beim Rollmaterial gibt es keine durchgehenden Nahverkehrszüge von Nagano nach Yudanaka, sodass zwingend in Shinshū-Nakano umgestiegen werden muss. Mehrmals täglich fahren zuschlagspflichtige Eilzüge, die umsteigefrei Nagano mit Yudanaka verbinden. Hinzu kommen je nach Saison Ausflugszüge für Touristen, die einem bestimmten Thema gewidmet sind. Auf dem östlichen Bahnhofsvorplatz befinden sich mehrere Bushaltestellen, die von neun Linien der Gesellschaften Nagaden Bus und Fureai Bus bedient werden.

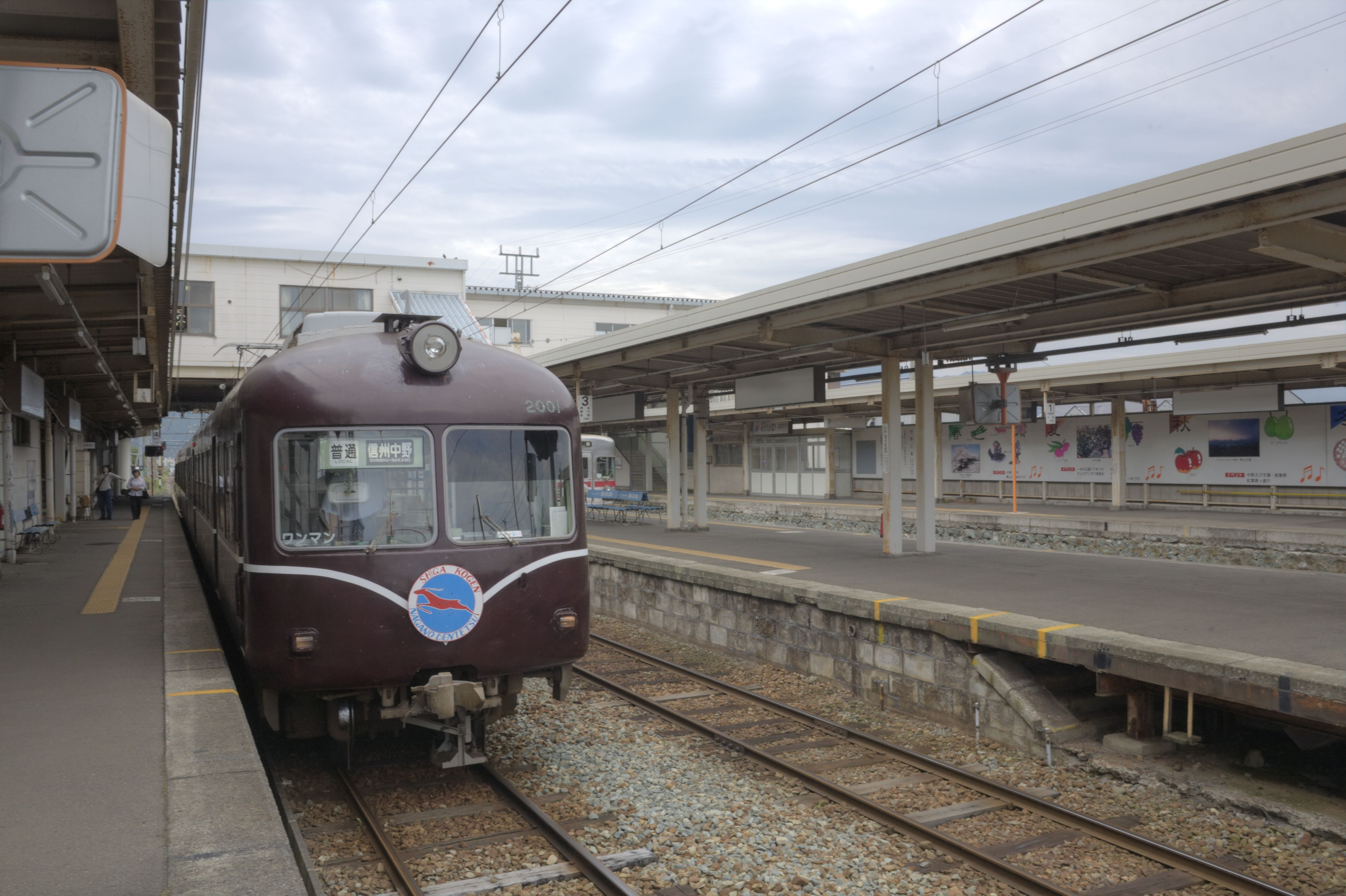
Nostalgiezug am Bahnsteig

## Anlage
Der Bahnhof steht am Rande des Zentrums von Nakano, an der Grenze zwischen den Stadtteilen Nishi im Nordosten, Iwafune im Westen und Nishijō im Süden. Er ist von Wohnvierteln umgeben, in der Nähe befindet sich auch das regionale Krankenhaus. Die ebenerdige Anlage ist von Südosten nach Nordwesten ausgerichtet und umfasst vier Gleise, von denen drei dem Personenverkehr dienen. Diese liegen an einem Mittelbahnsteig und an einem Seitenbahnsteig. Nicht mehr genutzt wird der Hausbahnsteig. Eine breite Fußgängerbrücke, die zum Teil einem Reiterbahnhof gleicht, stellt die Verbindung zum zweigeschossigen Empfangsgebäude am östlichen Bahnhofsvorplatz sowie zum westlichen Bahnhofsvorplatz her.
Im Fiskaljahr 2018 nutzten täglich durchschnittlich 1501 Fahrgäste den Bahnhof.

## Gleise
| 1   | ▉ Nagaden Nagano-Linie | (derzeit nicht in Betrieb) |
| 2/3 | ▉ Nagaden Nagano-Linie | Suzaka • Nagano            |
| 3/4 | ▉ Nagaden Nagano-Linie | Yudanaka                   |

## Geschichte
Die Bahngesellschaft Katō Tetsudō eröffnete den Bahnhof am 26. März 1923, zusammen mit dem von Suzaka bis hierhin führenden Streckenabschnitt der damals so bezeichneten Katō-Linie. Etwas mehr als zwei Jahre lang war hier Endstation, bis zur Inbetriebnahme des daran anschließenden Teilstücks nach Kijima, der späteren Nagaden Kijima-Linie. Die Katō Tetsudō fusionierte am 30. September 1926 mit der Nagano Denki Tetsudō zur Nagano Dentetsu (Nagaden). Diese nahm am 28. April 1927 das als Yamanouchi-Linie bezeichnete Teilstück zwischen Shinshū-Nakano und Yudanaka in Betrieb.
Am 1. April 1979 stellte die Nagaden aus Rationalisierungsgründen den Güterumschlag ein. Ein Jahrzehnt später nahm sie einen Umbau des Bahnhofs vor, der im Oktober 1989 mit der Inbetriebnahme des Reiterbahnhofs abgeschlossen war. Aufgrund der Konkurrenz durch Buslinien und die nahe Iiyama-Linie erlitt die Kijima-Linie einen markanten Rückgang der Fahrgastzahlen. Deshalb legte die Nagaden am 1. April 2002 legte die Strecke still und ersetzte sie durch eine Buslinie. Seither ist Shinshū-Nakano wieder ein reiner Zwischenbahnhof.

## Linien
| Verlauf der Nagaden Nagano-Linie |
| --- |
| Nagano • Shiyakusho-mae • Gondō • Zenkōjishita • Hongō • Kirihara • Shinano-Yoshida • Asahi • Fuzokuchūgakkō-mae • Yanagihara • Murayama • Hino • Suzaka • Kita-Suzaka • Obuse • Tsusumi • Sakurazawa • Entoku • Shinshū-Nakano • Nakano-Matsukawa • Shinano-Takehara • Yomase • Kamijō • Yudanaka |